# Leichtathletik-Weltmeisterschaften 2009/Teilnehmer (Serbien)
| Gelbes Symbol für Goldmedaillen mit stilisierten Olympischen Ringen | Graues Symbol für Silbermedaillen mit stilisierten Olympischen Ringen | Braundes Symbol für Bronzemedaillen mit stilisierten Olympischen Ringen |
| ------------------------------------------------------------------- | --------------------------------------------------------------------- | ----------------------------------------------------------------------- |
| —                                                                   | —                                                                     | —                                                                       |

Der serbische Leichtathletik-Verband stellte neun Athleten bei den Leichtathletik-Weltmeisterschaften 2009 in Berlin.

## Ergebnisse

### Männer

#### Laufdisziplinen
| Athlet            | Disziplin   | Vorlauf     | Vorlauf | Halbfinale         | Halbfinale         | Finale             | Finale             |
| Athlet            | Disziplin   | Zeit        | Platz   | Zeit               | Platz              | Zeit               | Platz              |
| ----------------- | ----------- | ----------- | ------- | ------------------ | ------------------ | ------------------ | ------------------ |
| Goran Nava        | 1500 m      | 3:44,13 min | 31      | nicht qualifiziert | nicht qualifiziert | nicht qualifiziert | nicht qualifiziert |
| Predrag Filipović | 20 km Gehen |             |         |                    |                    | 1:27:44 h          | 34                 |
| Nenad Filipović   | 50 km Gehen |             |         |                    |                    | DNF                | DNF                |

#### Sprung/Wurf
| Athlet          | Disziplin   | Qualifikation | Qualifikation | Finale             | Finale             |
| Athlet          | Disziplin   | Weite/Höhe    | Platz         | Weite/Höhe         | Platz              |
| --------------- | ----------- | ------------- | ------------- | ------------------ | ------------------ |
| Dragutin Topić  | Hochsprung  | 2,15 m        | 30            | nicht qualifiziert | nicht qualifiziert |
| Asmir Kolašinac | Kugelstoßen | 19,67 m       | 21            | nicht qualifiziert | nicht qualifiziert |

### Frauen

#### Laufdisziplinen
| Athletin       | Disziplin | Vorlauf     | Vorlauf | Halbfinale         | Halbfinale         | Finale             | Finale             |
| Athletin       | Disziplin | Zeit        | Platz   | Zeit               | Platz              | Zeit               | Platz              |
| -------------- | --------- | ----------- | ------- | ------------------ | ------------------ | ------------------ | ------------------ |
| Marina Munćan  | 1500 m    | 4:15,18 min | 34      | nicht qualifiziert | nicht qualifiziert | nicht qualifiziert | nicht qualifiziert |
| Olivera Jevtić | 10.000 m  |             |         |                    |                    | DNS                | DNS                |

#### Sprung/Wurf
| Athletin          | Disziplin  | Qualifikation | Qualifikation | Finale             | Finale             |
| Athletin          | Disziplin  | Weite/Höhe    | Platz         | Weite/Höhe         | Platz              |
| ----------------- | ---------- | ------------- | ------------- | ------------------ | ------------------ |
| Biljana Topić     | Dreisprung | 14,37 m SB    | 5             | 14,52 m NR         | 4                  |
| Dragana Tomašević | Diskuswurf | 59,38 m       | 19            | nicht qualifiziert | nicht qualifiziert |